# Frullania pseudoalstonii
Frullania pseudoalstonii är en bladmossart som beskrevs av Tsudo et J.Haseg.. Frullania pseudoalstonii ingår i släktet frullanior, och familjen Frullaniaceae. Inga underarter finns listade i Catalogue of Life.